# Санхуніатон
Санхуніатон, також Санхуніафон (дав.-гр. Σαγχουνιάθων) — фінікійський жрець, філософ, історик і письменник першої половини I тисячоліття до н. е, якого іноді розглядають як вигадану літературну постать.
Жив у Беріті (Бейруті) за часів царя Абельбаала (точний час його правління невідомий, варіюється від XII до IX ст. до н. е., але швидше за все йдеться саме про IX ст. до н. е). Суда називає Санхуніатона мешканцем Тіра., проте в інших джерелах підтверджень цієї версії немає.
Санхуніатон відомий завдяки науковій праці «Фінікійська історія», в якій виклав космогонічні й теогонічні погляди. Використовуючи міські і храмові записи, він уклав першу історію Фінікії у трьох книгах, втім, оригінал цієї роботи до сучасників не дійшов. Грецький елініст I століття до н. е. Філон Біблський переклав «Фінікійську історію» у 8-ми чи 9-ти томах, окремі витяги з цього перекладу наводять у своїх працях Євсевій Кесарійський і Порфирій. Оскільки у використаних уривках змішано біблійні перекази, давньоєгипетські та давньогрецькі міфи, деякі дослідники вважають фігуру Санхуніатона міфологічною, а приписуваний йому твір датують пізнішим періодом. За одним з таких припущень, автором «Фінікійської історії» може бути сам Філон Біблський, який синкретично переробив відомі йому міфи у дусі евгемеризму, щоб довести походження усіх релігій від фінікійської. Псевдонім Санхуніатон він вигадав, щоб ім'ям «старішого» за віком письменника надати ваги викладеним твердженням. За іншим припущенням, авторство «Фінікійської історії» може належати Євсевію Кесарійському. У 1836 році в португальському монастирі знайшли «рукопис Санхона», який був перекладений і в цьому ж році виданий німецьким філологом Фрідрихом Вагенфельдом як дев'ятитомник «Передісторія Фінікії Санхуніатона». Пізніше Моверс довів, що це історико-літературна підробка.
Суда повідомляє також, що Санхуніатону належать твори «Єгипетська теологія», «Про фізіологію Тота», «Батьківщіна тірян», Феодоріт Кіррській каже про «Фінікійську теологію». Санхуніатон сформулював власну концепцію створення світу і першим спробував дослідити походження релігійних вірувань. Він, зокрема, стверджував, що язичницькі боги є зазвичай людьми, які в минулому відзначилися звитягами або ж відкриттями, і за це були «обожнені» нащадками. Сам Санхуніатон натомість не був атеїстом і, судячи з окремих свідчень, сповідував віру в єдиного бога-творця.
Санхуніатона у його розвідках підтримав берітський цар і старійшини, але незвичні судження історика викликали спротив з боку місцевого жрецтва, яке зробило все, аби праці історика не стали надбанням широкого громадського загалу.